# کریس اورت
کریس اوِرت (انگلیسی: Chris Evert؛ زاده ۲۱ دسامبر ۱۹۵۴) تنیس‌باز بازنشستهٔ آمریکایی و شمارهٔ یک اسبق تنیس جهان است. او ۱۸ قهرمانی گرند اسلم انفرادی تنیس زنان را در کارنامه دارد.